# جبهة التحرير الوطني (الجزائر)
جبهة التحرير الوطني (ج ت و) (وتُعرف بالاختصار FLN لاسمها بالفرنسية Front de libération nationale) هو حزب سياسي اشتراكي في الجزائر وكان يمثل الجناح السياسي لجيش التحرير الوطني قبل الاستقلال. بدأ نشاطه بشكل سري قبل 1 نوفمبر 1954 حيث كان هذا تاريخ اندلاع الثورة التحريرية التي استشهد فيها أكثر من مليون ونصف مليون شهيد، التي اتحد فيها الشّعب الجزائري واحدا موحّدا، للحصول على استقلال الجزائر من الاستعمار الفرنسي.

## تاريخ جبهة التحرير الوطني الجزائرية

### قبل الاستقلال
ارتبط ميلاد الجبهة باجتماع مجموعة الـ 22 في جوان 1954 وبقرار تشكيل جبهة التحرير الوطني وجناحها المسلح جيش التحرير الوطني، وانطلاق ثورة أول نوفمبر التي كانت تهدف إلى تحرير الأرض والإنسان بواسطة أهداف أوجزها بيان أول نوفمبر:
- إقامة الدولة الجزائرية الديمقراطية الاجتماعية ذات السيادة في إطار المبادئ الإسلامية، وعلى أساس وحدة الشعب ووحدة التراب الوطني.
- تعبئة كل الطاقات الحية في البلاد وتجميعها، وإشراك الجماهير الشعبية الواسعة في العمل الثوري.
- توحيد شمال إفريقيا في إطارها الطبيعي العربي الإسلامي.

انضوى الشعب الجزائري تحت لواء جبهة التحرير الوطني التي تمكنت من الانتشار وطنيا، واستقطبت في صفوفها الطلائع الواعية، ونجحت في تعميم فكرة الكفاح المسلح. ارتفع عدد المشتركين في هذه المجموعة إلى حوالي 180,000 شخص وهذا الرقم أكبر من ما يقدر الFLN أن تعزم.
- في 20 أوت 1955 وقعت هجومات جيش التحرير الوطني على القوات الاستعمارية في الشمال القسنطيني فقضت على عقدة التفوق العسكري الاستعماري، وحرّكت الرأي العام العالمي مما أسفر عن تسجيل القضية الجزائرية في جدول أعمال الأمم المتحدة.
- في 20 أوت 1956 انعقد مؤتمر الصومام الذي وحّد التنظيم السياسي والعسكري وزوّد الجبهة بقيادة وطنية موحدة، وحدد الضوابط الإديديولوجية والاجتماعية والاقتصادية والثقافية، وأثرى البرنامج السياسي.

حاول الاستعمار الفرنسي استغلال كل الإمكانيات البشرية والمادية للقضاء على الثورة وباءت كل المحاولات بالفشل، فاستعملت وسائل أخرى مثل (سلم الشجعان) و (القوة البديلة) (مشروع قسنطينة) لعزل الجبهة وضرب الثورة، لكنها فشلت هي الأخرى.
و تشكلت الحكومة المؤقتة للجمهورية الجزائرية بالمنفى في 19 سبتمبر 1958.
و في مطلع سنة 1960 قرر المجلس الوطني للثورة الجزائرية المنعقد في طرابلس إنزال الشعب الجزائري إلى الشارع لدعم العمل العسكري، ونجحت الجبهة في تنظيم وتأطير مسيرات شعبية ضخمة في سائر المدن والقرى والأرياف: مظاهرات 11 ديسمبر 1960 في الجزائر العاصمة، ومظاهرات 17 أكتوبر 1961 في باريس. وفشلت المحاولات الاستعمارية، ومخططات سوستال ولاكوست، وانصاع المستعمر للتفاوض الذي مر بمراحل مختلفة قبل الوصول إلى التوقيع على اتفاقيات ايفيان في 18 مارس 1962 ووقف إطلاق النار ابتداء من منتصف نهار 19 مارس 1962.

## الأمناء العامون
| الترتيب | الأمين العام        | الصورة | فترة العهدة    | فترة العهدة    |
| الترتيب | الأمين العام        | الصورة | مـن            | إلـى           |
| ------- | ------------------- | ------ | -------------- | -------------- |
| 1       | محمد خيضر           |        | 1962           | 1963           |
| 2       | أحمد بن بلة         |        | 1963           | 1965           |
| 3       | شريف بلقاسم         |        | 1965           | 1967           |
| 4       | أحمد قايد           |        | 1967           | 1972           |
| 5       | محمد الصالح يحياوي  |        | 1973           | 1972           |
| 6       | محمد الشريف مساعدية |        | 1980           | 1995           |
| 7       | عبد الحميد مهري     |        | 1988           | 1995           |
| 8       | بوعلام بن حمودة     |        | 1996           | 2001           |
| 9       | علي بن فليس         |        | 2001           | 2004           |
| 9       | عبد العزيز بلخادم   |        | 2004           | 2013           |
| 10      | عمار سعداني         |        | 2013           | 22 أكتوبر 2016 |
| 11      | جمال ولد عباس       |        | 22 أكتوبر 2016 | 14 نوفمبر 2018 |
| 12      | معاذ بوشارب (مؤقت)  |        | 14 نوفمبر 2018 | 12 ماي 2019    |
| 13      | محمد جميعي          |        | 12 مايو 2019   | 16 سبتمبر 2019 |
| 14      | علي صديقي (مؤقت)    |        | 16 سبتمبر 2019 | 30 مايو 2020   |
| 15      | أبو الفضل بعجي      |        | 30 مايو 2020   | 13 نوفمبر 2023 |
| 16      | عبد الكريم بن مبارك |        | 13 نوفمبر 2023 | إلى الآن       |

## القانون الأساسي للحزب
يستمد «حزب جبهة التحرير الوطني» مبادئه من رسالة نوفمبر الخالدة على أساس الوفاء للشهداء الأبرار ورصيد الحركة الوطنية وكفاح الشعب الجزائري من أجل استعادة سيادته الوطنية ومكانته المرموقة، ومن هذا المنطلق فإن هذا القانون يؤكد تمسك الحزب بمرجعياته الأساسية وقدرته على التكيّف مع جميع التطورات التي تفرضها التحولات السياسية والاقتصادية والاجتماعية والثقافية. وبقدر تشبّثه بأصالته، فإن حزب جبهة التحرير الوطني يسعى على الدوام إلى العمل على عصرنة أدائه وترقيته في إطار قيم الأمة والشعب. ويهدف الحزب من خلال هذا المسعى إلى تجسيد شعار المؤتمر العاشر “التجديد والتشبيب” في كل أبعاده لضمان الاستمرارية ومواجهة كل التحديات والرهانات. الفصل الأول مرجعيات الحزب وأسسه ومبادئه
- المادة الأولى: حزب جبهة التحرير الوطني تنظيم سياسي وطني ديمقراطي مبني على أسس ومبـادئ بيـان أول نـوفمبر 1954 وثورتـه الخالــدة. شعاره “ بالشعـب وللشعب“ يستمد مرجعيته من الرصيد التاريخي للحركة الوطنية ومن مواثيقه ونصوصه الأساسية.
- المادة 2: يستـمـد حزب جبهة التحرير الوطني وجوده من إرادة الجزائريين والجزائريات الذيـن يقبلـون الانضمـام إليـه ويتبنـون برنامجه والنضال في صفوفه.
- المادة 3: يتمسك حزب جبهة التحرير الوطني بالثوابت المذكورة أدناه:

1. الإسلام دين الدولة.
2. قيم وتعاليم الدين الإسلامي
3. الوحدة الوطنية
4. اللغة العربية هي اللغة الوطنية الرسمية.
5. قيم ثورة نوفمبر ومثلها.

- المادة 4: يخضع حزب جبهة التحرير الوطني في تنظيمه وقواعد عمله لأحكام الدستـور والقانون.
- المادة 5: يعمل حزب جبهة التحرير الوطني من أجل تحقيق الأهداف التالية:

1. حماية وتعزيز الحريات الأساسية وحقوق الإنسان والمواطن.
2. صون الاستقلال الوطني ودعمه
3. النظام الجمهوري
4. حرية اختيار الشعب على أساس مبدأ “إن الشعب هو مصدر كل سلطة”
5. سلامة التراب الوطني
6. حماية رموز الثورة وتاريخنا الوطني والحفاظ على ذاكرة الأمة.
7. العدالة الاجتماعية في إطار القيم الإسلامية
8. حماية ثوابت الأمة المنصوص عليها في الدستور
9. التعددية السياسية
10. حرية التعبير بمختلف أشكالها وفقا للقانون
11. استقلالية القضاء وفقا للقانون
12. قواعد التسيير الديمقراطي للحزب وفقا للقانون العضوي المتعلق بالأحزاب السياسية.

## وصلات خارجية
- الموقع الرسمي
- جبهة التحرير الوطني: بيان أول نوفمبر 1954.
- المنتدى الرسمي نسخة محفوظة 8 فبراير 2011 على موقع واي باك مشين.